# Carmen Maura
Carmen García Maura, beter bekend als Carmen Maura (Madrid, 15 september 1945) is al ruim 40 jaar een van de bekendste Spaanse actrices en heeft zowel in haar eigen land als daarbuiten al diverse prijzen gewonnen.

## Biografie
Maura komt uit een welgestelde en conservatieve familie uit de Madrileense wijk Chamberí. Tijdens haar jeugd woonde ze naast het huis van de schrijver Edgar Neville en de actrice Conchita Montes. Haar vader was oogarts en haar moeder runde een kunstgalerie in het centrum van de stad. Ze was al van kinds af aan zeer geïnteresseerd in acteren. In Parijs studeerde ze filosofie en schone kunsten, later trouwde ze met een advocaat en kreeg ze een dochter en een zoon. Toen ze bij het amateurtoneel ging van het Madrileense universiteitstheater werd ze al snel ontdekt door een theaterrecensent, die haar aanraadde om zich geheel op het acteerwerk te gaan richten. 
In de eerste jaren bleef het bij kleine opdrachten in theaters, bij bedrijfspresentaties en soms voor de televisie. Dat groeide beetje bij beetje uit totdat ze vast lid werd van de prestigieuze theatergroep "Los Goliardos". Hierdoor raakte ze bekend met de grote namen van de Spaanse theaterwereld en kreeg ze haar eerste kleine filmrollen. 
Zo kwam ze ook in contact met de regisseur Pedro Almodóvar die in die tijd (de jaren zeventig) actief was in de zogenaamde "movida madrileña" een groep die bestond uit anti-Franco activisten en kunstenaars. Na de dood van Franco speelde deze groepering een belangrijke rol tijdens de culturele bevrijding op weg naar de democratie. Er ontstond een bijzondere band met de jonge regisseur en ze maakten samen en met anderen diverse kleine undergroundfilms, die niet altijd bijzonder smaakvol waren en eerder als een protest tegen de conservatief-burgerlijke Spaanse staat waren gericht, dan als artistiek bedoeld waren. Een typisch voorbeeld daarvan is Almodóvars debuutfilm,  de komedie Folle... folle...  fólleme Tim!, hetgeen letterlijk: "Neuk, neuk, neuk me Tim" betekent. 
Na het herstel van de democratie konden films waarin seks en drugs alsmede homoseksualiteit en travestie makkelijker gemaakt worden en dit bleven terugkerende thema's in de films van Almodóvar waarin Maura vaak een hoofdrol speelde. Maar ook met andere regisseurs die van de nieuwe vrijheden gebruik maakten, werkte Maura veel samen.
Haar nationale doorbraak voor het grote publiek kwam met een andere schandaalfilm van Almodóvar, namelijk Entre tinieblas waarin ze een non speelde. De film was zeer controversieel, omdat het draaide om een groepje nonnen die onder andere in drugs handelden en er lesbische contacten op nahielden. Waarschijnlijk juist omdat de film zoveel werd besproken, werd het ook een groot succes. Dat gold ook voor de volgende films die ze met dezelfde regisseur maakte. In La ley del deseo (De wet van het verlangen) speelde ze een transseksueel en de film Mujeres al borde de un ataque de nervios (Vrouwen op de rand van een zenuwinzinking) leverde haar haar eerste Oscarnominatie op, in de categorie Oscar voor beste niet-Engelstalige film. 
Desondanks kwam de tandem Almodóvar-Maura om onduidelijke redenen tot stilstand, maar ook met andere regisseurs bleef haar carrière succesvol en won de actrice diverse Europese filmprijzen op filmfestivals in Cannes en San Sebastian. In 2006 kwamen zij en Almodóvar weer bij elkaar om de succesfilm Volver te maken.
Maura is de achterkleindochter van de nicht van Antonio Maura, die tot vijf keer toe de eerste minister van Spanje was aan het begin van de 20e eeuw. Ook de bekende 19e-eeuwse dichter Gabriel Maura en de schilder Francisco Maura zijn familie van haar.

## Filmografie
| Filmografie als actrice |                                                    |
| Jaar                    | Titel                                              |
| 1969                    | El espíritu                                        |
| 1971                    | El hombre oculto                                   |
| 1971                    | Mantis                                             |
| 1973                    | Un casto varón español                             |
| 1973                    | El asesino está entre los trece                    |
| 1974                    | Don Juan                                           |
| 1974                    | Tanata                                             |
| 1975                    | Leonor                                             |
| 1975                    | El love feroz                                      |
| 1975                    | La encadenada                                      |
| 1975                    | Vida íntima de un seductor cínico                  |
| 1976                    | El libro de buen amor II                           |
| 1976                    | La mujer es cosa de hombres                        |
| 1976                    | Una pareja como las demás                          |
| 1976                    | Ir por lana                                        |
| 1976                    | Pomporrutas imperiales                             |
| 1976                    | La petición                                        |
| 1977                    | Tigres de papel                                    |
| 1978                    | Los ojos vendados                                  |
| 1978                    | De fresa, limón y menta                            |
| 1978                    | Folle... folle... fólleme Tim!                     |
| 1978                    | Mi blanca Varsovia                                 |
| 1978                    | ¿Qué hace una chica cómo tú en un sitio como éste? |
| 1978                    | Menos mi madre y mi hermana                        |
| 1980                    | Gary Cooper, que estás en los cielos               |
| 1980                    | El hombre de moda                                  |
| 1982                    | Femenino singular                                  |
| 1983                    | El Cid cabreador                                   |
| 1983                    | Entre tinieblas                                    |
| 1984                    | ¿Qué he hecho yo para merecer esto?                |
| 1984                    | Sal gorda                                          |
| 1985                    | Sé infiel y no mires con quién                     |
| 1985                    | Extramuros                                         |
| 1986                    | Tata mía                                           |
| 1986                    | Delirios de amor                                   |
| 1986                    | Matador                                            |
| 1987                    | La ley del deseo                                   |
| 1988                    | Mujeres al borde de un ataque de nervios           |
| 1989                    | Bâton rouge                                        |
| 1990                    | ¡Ay, Carmela!                                      |
| 1991                    | Chatarra                                           |
| 1991                    | Cómo ser mujer y no morir en el intento            |
| 1992                    | La reina anónima                                   |
| 1992                    | Sur la terre comme au ciel                         |
| 1993                    | Sombras en una batalla                             |
| 1993                    | Louis, enfant roi                                  |
| 1994                    | Cómo ser infeliz y disfrutarlo                     |
| 1995                    | Le bonheur est dans le pré                         |
| 1995                    | El palomo cojo                                     |
| 1995                    | Pareja de tres                                     |
| 1995                    | El rey del río                                     |
| 1996                    | Amores que matan                                   |
| 1997                    | Ellas                                              |
| 1997                    | Alliance cherche doigt                             |
| 1997                    | Tortilla y cinema                                  |
| 1997                    | Vivir después                                      |
| 1998                    | Alice et Martin                                    |
| 1999                    | Lisboa                                             |
| 2000                    | La comunidad                                       |
| 2001                    | El palo                                            |
| 2002                    | Ángeles de negro                                   |
| 2002                    | 800 balas                                          |
| 2002                    | El sueño de Valentín                               |
| 2003                    | Le Pacte du silence                                |
| 2004                    | Entre vivir y soñar                                |
| 2004                    | Al otro lado                                       |
| 2004                    | La promesa                                         |
| 2005                    | Free Zone                                          |
| 2005                    | Reinas                                             |
| 2006                    | Nos chères têtes blondes                           |
| 2006                    | Volver                                             |
| 2007                    | Que parezca un accidente                           |
| 2007                    | El menor de los males                              |
| 2008                    | Dare to love me                                    |
| 2008                    | The Garden of Eden                                 |
| 2009                    | Tetro                                              |
| 2010                    | Le Mac                                             |
| 2010                    | Chicas                                             |
| 2010                    | Les Femmes du 6e étage                             |
| 2011                    | Escalade                                           |
| 2011                    | Let My People Go!                                  |
| 2012                    | Sofía y el Terco                                   |
| 2012                    | Paulette                                           |
| 2013                    | Las brujas de Zugarramurdi                         |
| 2013                    | La madre                                           |
| 2014                    | Un village presque parfait                         |
| 2015                    | La vanité                                          |
| 2015                    | Les chaises musicales                              |
| 2016                    | El futuro ya no es lo que era                      |
| 2016                    | People You May Know                                |
| 2017                    | Sales gosses                                       |
| 2017                    | Cuando los hijos regresan                          |
| 2017                    | Cuernavaca                                         |
| 2018                    | La fête des mères                                  |
| 2018                    | Oh! Mammy Blue                                     |
| 2019                    | Gente que viene y bah                              |
| 2019                    | Ma famille et le loup                              |
| 2019                    | Veneza                                             |

- Bibsys: 99015187
- Biblioteca Nacional de Chile: 000684139
- Biblioteca Nacional de España: XX923614
- Bibliothèque nationale de France: cb14018906d (data)
- Catàleg d'autoritats de noms i títols de Catalunya: 981058517831306706
- CiNii: DA13560835
- Gemeinsame Normdatei: 137435487
- International Standard Name Identifier: 0000 0001 2282 3831
- Library of Congress Control Number: n94091716
- Nationale Bibliotheek van Letland: 000268148
- MusicBrainz: fa2cb3d6-3641-47ff-b93c-56f1246a1c97
- Nationale Bibliotheek van Tsjechië: xx0099951
- Nationale bibliotheek van Australië: 35414371
- Nationale Bibliotheek van Israël: 987007452750005171
- Nationale Bibliotheek van Polen: a0000002126088
- Nederlandse Thesaurus van Auteursnamen: 073452203
- Istituto Centrale per il Catalogo Unico: RAVV091130
- Système universitaire de documentation: 059246308
- Trove: 944278
- Virtual International Authority File: 81627236
- WorldCat: E39PBJB8pymKWFgVhxwpKMDpfq